# Мартен Тромп
Мартен Харпертзсон Тромп (хол. Maarten Harpertszoon Tromp; Бриле, 23. април 1598 – 10. август 1653) је био холандски адмирал.

## Биографија
Мартен Тромп је 1637. године изабран за команданта холандске флоте. Две године касније, Тромп је поразио надмоћнију шпанску флоту код Даунса у шведско-француском периоду Тридесетогодишњег рата. Тромп се прославио у Англо-холандским ратовима. У Првом рату је извојевао победу код Данџнеса (1652. година) чиме је Холандија остварила привремену превласт у Ламаншу. Следеће године је поражен у бици код Портленда, али је успео да сачува главнину конвоја од 250 бродова. Исте године је доживео пораз од надмоћније енглеске флоте код Норт Форленд-Њупорта. Августа исте године поново је поражен код Катвајк-Схевенингена. У тој бици је и погинуо. Мартенов син Корнелис је једно време такође био адмирал холандске флоте.